# Daniel Andersson
Daniel Andersson (Borgeby, 28 de Agosto de 1977) é um futebolista sueco. Joga actualmente no Malmö FF e faz parte da selecção sueca presente no Mundial de 2006.

## Carreira
Andersson integrou a Seleção Sueca de Futebol na Eurocopa de 2000 e 2008.